# Frédérique Petrides

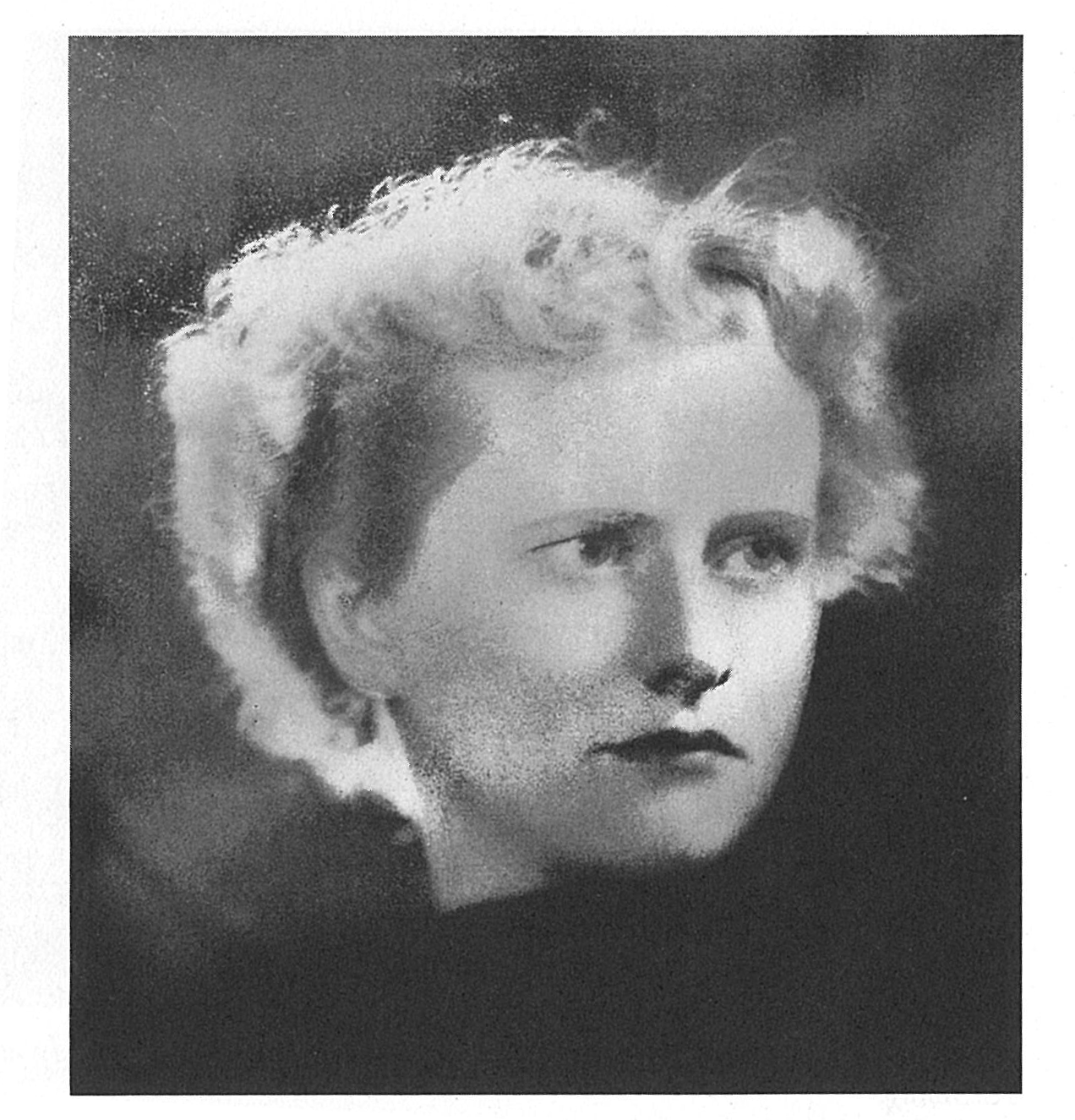
Frédérique Petrides

Frédérique Petrides (geb. Frederica Jeanne Elisabeth Petronille Mayer; * 26. September 1903 in Antwerpen; † 12. Januar 1983 in New York City) war eine amerikanische Dirigentin belgischer Herkunft.
Petrides studierte Violine bei Mathieu Crickboom, Gosta Andreasson und Paul Stassevich. 1923 wanderte sie in die USA aus und lebte als Geigerin und Lehrerin in New York. 1931 heiratete sie den Journalisten Peter Petrides, Tochter Avra wurde 1938 geboren.

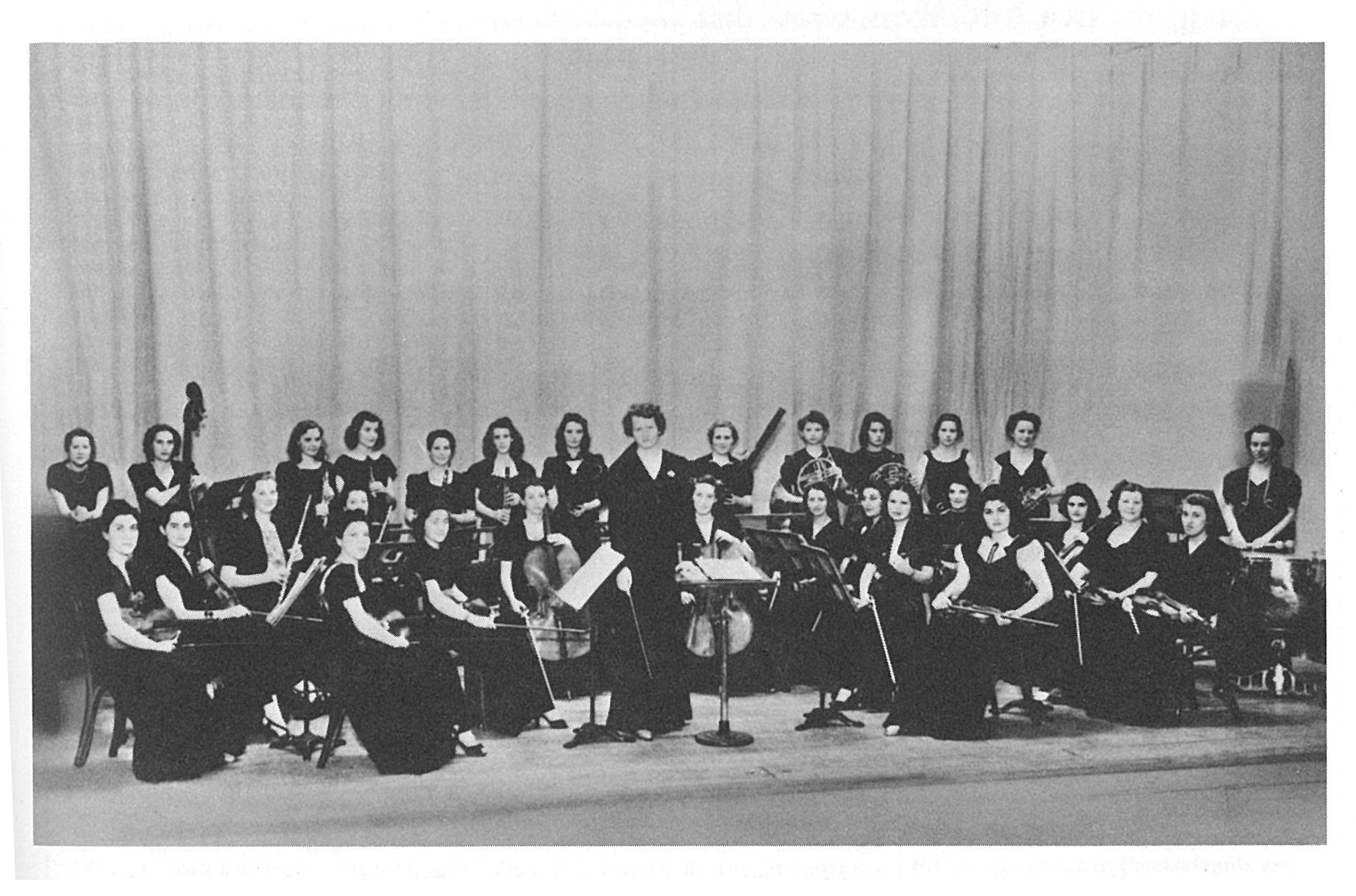
Frédérique Petrides mit dem Orchestrette Classique

Petrides studierte Dirigieren bei John Lawrence Erb und gründete 1933 das Orchestrette Classique, ein Frauenorchester, das als Orchestrette of New York bekannt wurde. Das Ensemble trat von 1934 bis 1943 in der Aeolian Hall und der Carnegie Hall auf und spielte u. a. Uraufführungen von Kompositionen, die Petrides bei Aaron Copland, Samuel Barber, David Diamond, Gian Carlo Menotti und Ralph Vaughan Williams in Auftrag gegeben hatte. Mit ihrer Publikation Women in Music, die sie ursprünglich als Zeitschrift ihres Orchesters gründete, trug Petrides wesentlich zur Förderung der Arbeit professioneller Musikerinnen bei.
Sie dirigierte außerdem Sommerkonzerte im Washington Square Park und Carl Schurz Park und dirigierte das Hudson Valley Symphony Orchestra, die Student Symphony Society of New York und die West Side Community Concerts, eine Konzertreihe, deren Gründerin sie war.
1979 wurde ihr der Merit Award der National Federation of Musicians verliehen.

## Quelle
- New York Public Library for the Performing Arts: Frédérique Petrides Papers
- The New York Times: Frederique Petrides, Leader In Women's Music Activities, vom 13. Januar 1983

| Personendaten    | Personendaten                                   |
| ---------------- | ----------------------------------------------- |
| NAME             | Petrides, Frédérique                            |
| KURZBESCHREIBUNG | US-amerikanische Dirigentin belgischer Herkunft |
| GEBURTSDATUM     | 26. September 1903                              |
| GEBURTSORT       | Antwerpen                                       |
| STERBEDATUM      | 12. Januar 1983                                 |
| STERBEORT        | New York City                                   |